# Formation de Tremp
La formation de Tremp (en espagnol : formación de Tremp, en catalan : formació de Tremp ), également appelée groupe de Tremp (en espagnol : grupo de Tremp, en catalan : grup de Tremp), est une formation géologique, c'est-à-dire un empilement de couches de roches sédimentaires sur plusieurs millions d'années, située dans la comarque de Pallars Jussà en province de Lérida, Espagne. Cette formation fait partie du bassin de Tremp, un petit bassin d'avant-pays des Pré-Pyrénées catalanes.
La datation des strates géologiques de cette formation vont du Maastrichtien au Thanétien, ce qui fait que la formation comprend la limite Crétacé-Paléogène qui a pu être bien étudiée dans la région grâce aux méthodes du paléomagnétisme et de géochimie isotopique du carbone et de l'oxygène. La formation comprend plusieurs lithologies : grès, conglomérats de schistes marneux, siltites, calcaires, lignite et gypse, le tout d'une épaisseur qui varie entre 250 et 800 mètres. La formation de Tremp est issue de sédiments qui se sont déposés dans un environnement d'estuaires marins puis de deltas de fleuves.  
La formation de Tremp est célèbre pour les nombreux restes pétrifiés de dinosaures que l'on y a retrouvé.

## Formation
Le bassin de Tremp est un bassin sédimentaire qui s'est formé dans une dépression due à l'éclatement de la Pangée et la séparation de la plaque nord-américaine avec la plaque eurasienne au début du Jurassique. Le rifting entre l'Afrique et l'Europe au Crétacé inférieur a créé la micro-plaque ibérique isolée, où le bassin de Tremp était situé dans le coin nord-est subissant un régime tectonique de bassin arrière-arc. Entre les périodes de l'Albien moyen et le début du Cénomanien, soit entre 108 Ma et 98 Ma environ, une série de bassins allongés se sont développés, produisant une discordance locale dans le bassin de Tremp. Une première phase de compression tectonique a commencé au cours du Cénomanien qui s'est poursuivie jusqu'à la fin du Santonien (vers 85 Ma), lorsque Iberia a commencé à tourner dans le sens antihoraire vers l'Europe, produisant une série de bassins transportés dans le sud des Pré-Pyrénées. Une phase postérieure tectoniquement plus calme a fourni au bassin de Tremp une séquence de strates déposées en eau peu profonde et faite de carbonates marins. Cette phase calme se poursuit avec le dépôt de la formation de Tremp, dont les couches inférieures sont encore légèrement marines, mais devenant plus continental et lagunaire dans les couches supérieures.
Peu de temps après le dépôt de la formation de Tremp, la poussée tectonique de Boixols, active au nord du bassin de Tremp et représentée par l'anticlinal de Sant Corneli, a commencé une phase d'inversion tectonique, faisant passer des roches datant du Santonien supérieur au dessus de celles de la formation de Tremp dans son secteur nord. La phase principale de déplacement d'une autre faille de poussée majeure, le Montsec au sud du bassin de Tremp, ne s'est pas produite avant le début de l'Éocène. Par la suite, le bassin ouest de Tremp a été recouvert d'épaisses couches de conglomérats, créant un bassin d'avant-pays purement continental, une tendance observée vers l'ouest dans les bassins d'avant-pays voisins d'Ainsa et de Jaca.

## Paléofaune
Un assemblage riche et diversifié de fossiles a été signalé dans la formation, parmi lesquels plus de 1 000 os de dinosaures, des traces remontant à seulement 300 000 ans avant la limite du Crétacé-Paléogène, et de nombreux œufs et sites de nidification in situ bien conservés, répartis sur une superficie de 6 000 mètres carrés. De nombreux spécimens et des genres et espèces de crocodiliens, mammifères, tortues, lézards, amphibiens et poissons nouvellement décrits complètent le riche assemblage faunique de vertébrés de la formation de Tremp. En outre, les palourdes d'eau douce saumâtre comme Corbicula laletana, des bivalves d'Hippurites castroi, des gastéropodes, des restes de plantes et des cyanobactéries comme Girvanella ont été trouvés dans la Formation de Tremp. 
En raison de l'exposition, de l'interaction de la tectonique et de la sédimentation et de l'accès, la formation est parmi les unités stratigraphiques les mieux étudiées en Europe, avec de nombreuses universités effectuant des travaux de terrain géologiques et des géologues professionnels étudiant les différentes lithologies de la formation de Tremp. Les abondantes découvertes paléontologiques sont exposées dans les musées locaux des sciences naturelles de Tremp et Isona i Conca Dellà, où des programmes éducatifs ont été établis expliquant la géologie et la paléobiologie de la région.

## Tableau synthétique
Stratigraphie du bassin de Tremp:
| Période                                      | Séries    | Étage         | Âge (Ma)        | Paléo-carte                          | Bassin de Tremp             |
| -------------------------------------------- | --------- | ------------- | --------------- | ------------------------------------ | --------------------------- |
| Paléogène                                    | Éocène    | Yprésien      | 56.0 - 47.8     |                                      |                             |
| Paléogène                                    | Paléocène | Thanétien     | 59.2 - 56.0     | Formation de Tremp                   |                             |
| Paléogène                                    | Paléocène | Sélandien     | 61.6 - 59.2     | Formation de Tremp                   |                             |
| Paléogène                                    | Paléocène | Danien        | 66.0 - 61.6     | Formation de Tremp                   |                             |
| Crétacé                                      | Supérieur | Maastrichtien | 72.2 - 66.0     | Formation de Tremp, Formation d'Arén |                             |
| Crétacé                                      | Supérieur | Campanien     | 83.6 - 72.2     |                                      |                             |
| Crétacé                                      | Supérieur | Santonien     | 85.7 - 83.6     |                                      |                             |
| Crétacé                                      | Supérieur | Coniacien     | 89.8 - 85.7     |                                      |                             |
| Crétacé                                      | Supérieur | Turonien      | 93.9 - 89.8     |                                      |                             |
| Crétacé                                      | Supérieur | Cénomanien    | 100.5 - 93.9    | Marne de Sopeira                     |                             |
| Crétacé                                      | Inférieur | Albien        | 113.2 - 100.5   | Formation de Lluçà                   |                             |
| Crétacé                                      | Inférieur | Aptien        | 121.4 - 113.2   |                                      | Formation de Font Bordonera |
| Crétacé                                      | Inférieur | Barrémien     | 125.77 - 121.4  | Formation de la Pedrera de Rúbies    |                             |
| Crétacé                                      | Inférieur | Hauterivien   | 132.6 - 125.77  | Formation de la Pedrera de Rúbies    |                             |
| Crétacé                                      | Inférieur | Valanginien   | 137.05 - 125.77 | Formation de la Pedrera de Rúbies    |                             |
| Crétacé                                      | Inférieur | Berriasien    | 143.1 - 137.05  | Formation de la Pedrera de Rúbies    |                             |
| Jurassique                                   | Malm      | Tithonien     | 149.2 - 143.1   |                                      |                             |
| Subdivision des périodes selon l'UISG, 2018. |           |               |                 |                                      |                             |